# Xyris mexiae
Xyris mexiae är en gräsväxtart som beskrevs av Gustaf Oskar Andersson Malme. Xyris mexiae ingår i släktet Xyris och familjen Xyridaceae. Inga underarter finns listade i Catalogue of Life.